# Amphithéâtre Cemil Topuzlu de Harbiye
 (août 2021).
Si vous disposez d'ouvrages ou d'articles de référence ou si vous connaissez des sites web de qualité traitant du thème abordé ici, merci de compléter l'article en donnant les références utiles à sa vérifiabilité et en les liant à la section « Notes et références ».
L’amphithéâtre Cemil Topuzlu de Harbiye (turc : Cemil Topuzlu Açık hava Tiyatrosu ou amphithéâtre de Harbiye, Haribye Açık hava tiyatrosu) est un théâtre à ciel ouvert situé dans le quartier de Harbiye, dans le district de Şişli à Istanbul. Il est nommé en l'honneur de Cemil Topuzlu, ancien maire d'Istanbul et cofondateur des Théâtres de la Ville d'Istanbul.
Prévu dans les plans d'urbanisme établis par Henri Prost dans les années 1930, il a été construit en 1946.